# Edge (wrestler)
Adam Josh Copeland (* 30. října 1973) je kanadský profesionální wrestler a herec. Nejzajímavější je jeho působení ve společnosti WWE, zde vystupoval pod jménem Edge. Momentálně pracuje ve společnosti AEW, kde používá své rodné jméno Adam Copeland.

## Kariéra
Debutoval 1. července 1992, aktivní kariéru ukončil 11. dubna 2011 kvůli poranění krku. Dne 27. ledna 2020 se vrátil z důchodu a objevil se v zápase Royal Rumble. Kde teamoval s Randym Ortonem. Jejich zápasnické partnerství se ale rozapadlo a tak následoval zápas na Wrestlemánii 36, který Edge dokázal vyhrát. Následovala odveta na Backleshy, kterou vyhrál Randy Orton a navíc Edgeovi přivodil zranění ramene.
Edge se vrátil v Royal Rumble 2021, který z prvního místa dokázal vyhrát a jako poslední eliminovaný byl právě Randy Orton.
Následující roky vedl spor s frakcí The Judgment Day. Po jeho boku stál i wrestler Rey Mysterio.
V roce 2023 nepodepsal novou smlouvu ve WWE, a tak se rozhodl pro odchod do jiné wrestlingové společnosti, a to do AEW za svým dlouhodobým přítelem Christianem Gagem.

## Úspěchy

### All Elite Wrestling
- AEW TNT Championship (2x)

### The Baltimore Sun
- Nejlepší rivalita dekády (2000s) – s Johnem Cenou

### Canadian Pro-Wrestling Hall of Fame
- Člen síně slávy (2021, jako tým s Christianem)
- Člen síně slávy (2024, samostatně)

### Canadian Wrestling Association
- CWA North American Championship (1x)

### Cauliflower Alley Club
- Cena za mužský wrestling (2013)

### CBS Sports
- Okamžik roku (2020) – návrat do WWE na Royal Rumble
- Promo roku (2020) – výzva Randyho Ortona v WWE Raw

### Insane Championship Wrestling
- ICW Street Fight Tag Team Championship (2x) – s Christianem (1) a Joe E. Legend (1x)

### Mid-West Championship Wrestling
- MWCW Tag Team Championship (1x) – s Joe E. Legend

### George Tragos/Lou Thesz Professional Wrestling Hall of Fame
- Lou Thesz Award (2013)

### Pro Wrestling Illustrated
- Comeback roku (2004)
- Rivalita roku (2005) – s Litou proti Mattu Hardymu
- Rivalita roku (2006) – proti Johnu Cenovi
- Zápas roku (2000) – s Christianem proti Dudley Boyz a Hardy Boyz (trojitý ladder match na WrestleManii 2000)
- Zápas roku (2001) – s Christianem proti Dudley Boyz a Hardy Boyz (TLC na WrestleManii X-Seven)
- Nejnenáviděnější wrestler roku (2006)
- Nejvíce zlepšený wrestler roku (2001)
- Inspirativní wrestler roku (2021)
- Druhé místo v PWI 500 (2007)

### Sports Illustrated
- Čtrnácté místo mezi dvaceti největšími wrestlery WWE všech dob

### Tokyo Pro Wrestling
- CCW Tag Team Championship (1x) – s Kenem Johnsonem
- Vítěz turnaje o CCW Tag Team titul (1998) – s Kenem Johnsonem

### Wrestling Observer Newsletter
- Zápas roku (2002) – s Reyem Mysteriem proti Kurtu Angleovi a Chrisu Benoitovi
- Tým roku (2000) – s Christianem
- Nejhorší rivalita roku (2010) – proti Kaneovi
- Nejhůře zpracovaný zápas roku (2008) – triple threat zápas proti Vladimiru Kozlovovi a Triple H na Survivor Series

### WWE / World Wrestling Entertainment / World Wrestling Federation
- WWE Championship (4x)
- World Heavyweight Championship (7x)
- WWF/E Intercontinental Championship (5x)
- WCW United States Championship (1x)
- WWF/World Tag Team Championship (12x) – s Christianem (7x), Hulk Hoganem (1), Chrisem Benoitem (2x), Randym Ortonem (1x), Chrisem Jerichem (1x)
- WWE Tag Team Championship (2x) – s Reyem Mysteriem (1x), Chrisem Jerichem (1x)
- Vítěz King of the Ring (2001)
- Vítěz Money in the Bank (2005 – první ročník)
- Vítěz Royal Rumble (2010, 2021)
- Čtrnáctý Triple Crown Champion
- Třináctý Grand Slam Champion (podle aktuální definice)
- Bragging Rights Trophy (2010) – člen týmu SmackDown (s Big Showem, Reyem Mysteriem, Jackem Swaggerem, Albertem Del Rio, Kofim Kingstonem a Tylerem Reks)
- Vítěz Championship Chase Tournament (2008)
- Vítěz Gold Rush Tournament (2005)
- Slammy Awards (4x)
- WWE Hall of Fame (2012)